# Península de Rhuys

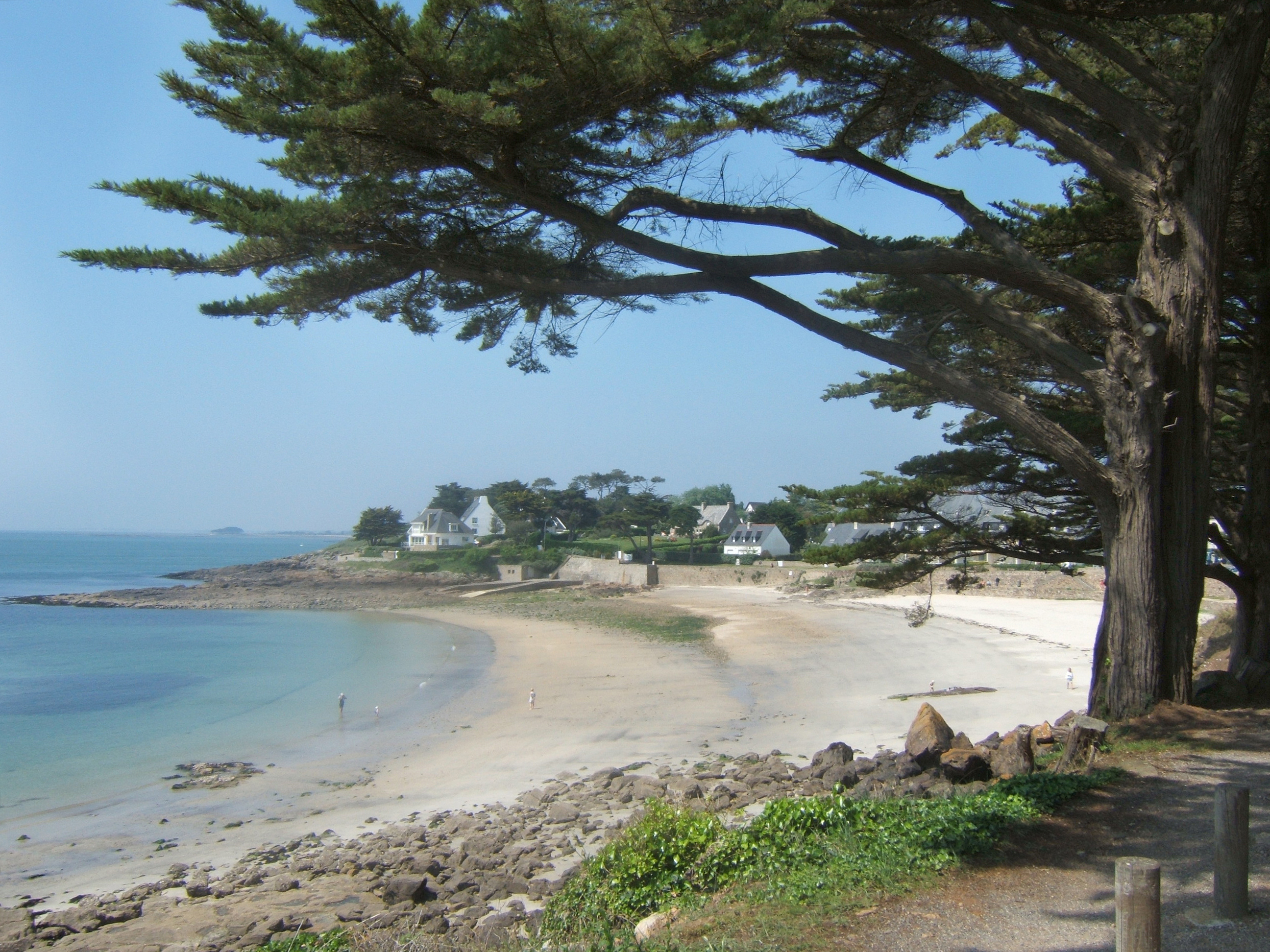
Una playa al sur de Port-Navalo.

La península de Rhuys (del francés: presqu'île de Rhuys); en bretón: Gourenez Rewiz es una pequeña península localizada en la fachada atlántica de la Francia metropolitana, el extremo meridional del golfo de Morbihan y septentrional de la bahía de Quiberon. Administrativamente es parte del departamento de Morbihan, región de Bretaña.

## Situación geográfica
La península de Rhuys es una avanzada de tierra unida a la costa sur de Bretaña que cierra por su parte meridional el golfo de Morbihan.  Se encuentra frente a la península de Quiberon y a las numerosas islas costeras que tachonan el golfo, como Houat y de Hoëdic.

## Geografía física
Su forma se asemeja, en general, a un rectángulo macizo que se extiende en dirección este a oeste, y la contratación en Arzon, que ella misma forma una península.  La superficie total de las cinco comunas (algunos sostienen que podrían añadirse Le Hézo y Noyalo) se acerca a los 105 km².  Este conjunto pertenece a los relieves antiguos de Bretaña Sur, que consisten principalmente en suelos cristalinos (granito y esquisto).  La península de Rhuys es uno de los enlaces de un conjunto que incluye las montañas Negras, las  Landas de Lanvaux, el Sillon de Bretagne  y las islas de mar adentro (Belle-Île-en-Mer, Houat, Hoëdic, île Dumet...), y dibuja un arco de montañas paralelas a la costa. Las puntas culminantes aquí no exceden de cincuenta metros, pero algunas puntas de la costa son empinadas (Gran Montaña, Petit Mont, Pointe de l'Ours...).  Hay un fuerte contraste entre la costa sur, abierta al Mor braz, donde alternan las largas playas de arena y las puntas rocosas, y la del golfo de Morbihan, en la que la costa está muy cortada y las playas y las llanuras de marea son más raras y aparecen únicamente en marea baja.

## Comunas
La península tiene cinco comunas:
- Sarzeau, la más grande (62 % de la superficie de la península) y la capital del cantón;
- Arzon, que incluye la Le Crouesty y Port-Navalo;
- Saint-Armel, separada de Sarzeau en el siglo XIX;
- Saint-Gildas-de-Rhuys;
- Le Tour-du-Parc, separada de Sarzeau en el siglo XIX.

## Historia
El acorazado Voltaire de la marina francesa quedó varado al sur de la península en 1936 y sirvió como objetivo para las maniobras militares, antes de que fuera desmantelado en 1948.